# Paperman
Paperman – amerykański, czarno-biały, film wyprodukowany przez Walt Disney Animation Studios i wyreżyserowany przez Johna Kahrsa. Produkcja ma charakter krótkometrażowy i łączy tradycyjną animację z animacją komputerową. W 2013 r., film zdobył zarówno Oscara za najlepszy krótkometrażowy film animowany podczas 85. ceremonii wręczenia Oscarów, jak i Annie Award za najlepszy krótkometrażowy film animowany.

## Fabuła
Urzędnik George stoi na peronie dworca kolejowego, trzymając teczkę, gdy zostaje trafiony przez kawałek latającego papieru. Papier ściga Meg, która straciła go w wyniku podmuch wiatru wywołanego przez przejeżdżającego pociągu. To samo dzieje się z mężczyzną, gdy kolejny podmuch wiatru z innego pociągu wyciąga kartkę papieru z jego teczki i wydmuchuje na twarzy kobiety. Pozostawia to czerwony znak szminki na papierze, ku uciesze kobiety. George'a również rozbawia ślad szminki i zdaje się być oczarowanym Meg, jednak w tym momencie ta wsiada już do wagonu pociągu i odjeżdża. Mężczyzna przychodzi do pracy przygnębiony, patrząc dalej na ślad szminki pozostawiony na formularzu. Wyglądając przez okno ze zdumieniem dostrzega tę samą kobietę w wieżowcu po drugiej stronie ulicy, siedzącą w biurze przy otwartym oknie. Po nieudanej próbie zwrócenia jej uwagi machaniem rąk, George zaczyna składać samoloty ze stosu papierów na biurku, rzucając nimi w kierunku jej okna. Niestety, jego starania zdają się bezowocne, a papierowe samoloty z różnych przyczyn nie dolatują do okna Meg. W desperacji, po wykorzystaniu wszystkich arkuszy papieru na biurku, używa w ostatnim akcie rozpaczy kawałka papieru z peronu, na którym Meg pozostawiła ślad szminki. Niestety, w momencie kiedy George przymierza się do rzutu samolotem, ten wylatuje mu z ręki zdmuchnięty przez nagły powiew wiatru. W tym momencie Meg opuszcza swoje biuro, a mężczyzna zobaczywszy to, porzuca swoją pracę i wybiega z budynku, z nadzieją spotkania. Niestety kobiety nie ma już na ulicy. Rozgniewany podnosi samolot złożony z formularza oznaczonego szminką i rzuca nim w kierunku nieba. Samolot leci przez miasto, aż opada w ciemnym zaułku, gdzie leżą też inne papierowe samoloty, które ożywają i zaczynają się mieszać i latać nad ziemią. Samolot ze szminką odnajduje George'a, a chmura pozostałych papierowych samolotów pcha go w kierunku stacji kolejowej, gdzie następnie wpycha do pociągu. W tym samym czasie samolot oznaczony szminką odnajduje Meg, która biegnąc za nim, wsiada do pociągu. Oboje spotykają się na stacji kolejowej, gdzie zatrzymują się ich pociągi.

## Ceremonia wręczenia Oscarów
Podczas gali Oscarów, producentka filmu Christina Reed, w przypływie radości zaczęła puszczać z antresoli na widownię papierowe samolociki, co było jawnym nawiązaniem do fabuły filmu. Mimo wszystko reagowała ochrona, która jak donosił później Hollywood Reporter, wyprosiła ją z sali. Sprawa została szybko wyjaśniona i producentka nagrodzonej animacji po 10 minutach wróciła na miejsce.